# Hache, Ochtum, Klosterbach/Varreler Bäke

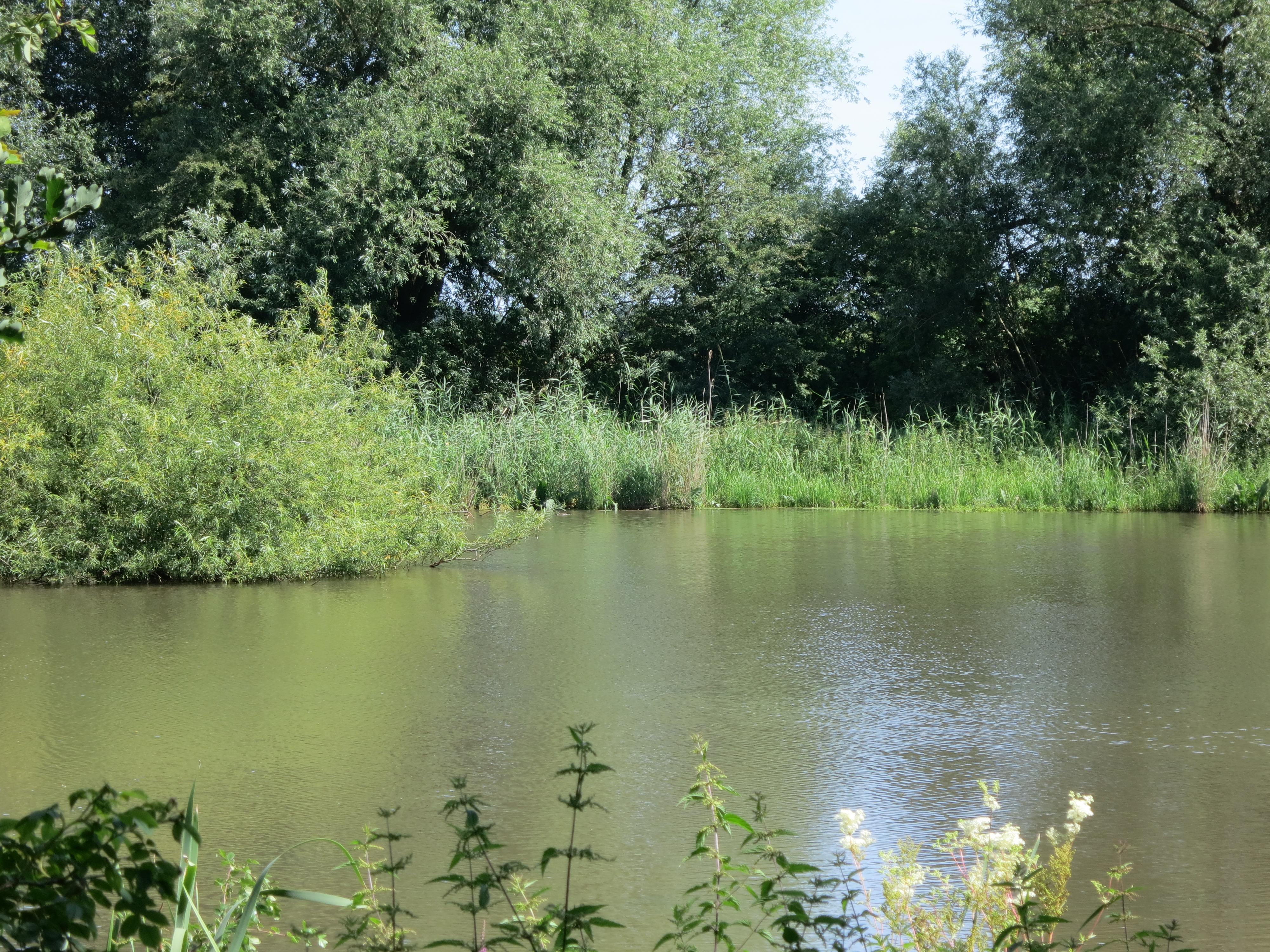
Südöstliches Ende des Kirchweyher Sees in Weyhe-Sudweyhe

Das Landschaftsschutzgebiet Hache, Ochtum, Klosterbach/Varreler Bäke liegt auf dem Gebiet der Gemeinden Stuhr und Weyhe im niedersächsischen Landkreis Diepholz.
Das etwa 94,1 ha große Gebiet, das  2016 unter der Nr. LSG DH 00081 unter Schutz gestellt wurde, erstreckt sich zwischen den Stuhrer Ortsteilen Heiligenrode, Varrel und Kladdingen im Westen und dem Weyher Ortsteil Kirchweyhe im Südosten zum großen Teil entlang der Landesgrenze zu Bremen (außer im westlichen und südöstlichen Teil). Es umfasst die gesamte Ochtum und Gewässerabschnitte der Hache und des Klosterbachs/Varreler Bäke.